# Пате (барабан)
Пате — щелевой барабан, известный в Полинезии. Изготавливается из выдолбленного бревна. Размер барабана — примерно метр длиной и 15 см шириной.
На барабане играют специальными палочками из твёрдого дерева. У пате характерный, очень громкий звук. Его высота меняется при ударах в центре или ближе к концам барабана. Используется для извещения о начале занятий в школе.